# David Slepian

David Slepian

David S. Slepian (* 30. Juni 1923 in Pittsburgh, Pennsylvania; † 29. November 2007) war ein US-amerikanischer Mathematiker.

## Leben
Er war der Sohn von Joseph Slepian (1891–1969), der als Elektroingenieur bei Westinghouse forschte, aber in Mathematik promoviert worden war. Slepian studierte Physik an der University of Michigan und wurde 1949 an der Harvard University in Physik promoviert. Davor war er als Offizier in der zur Täuschung der Deutschen bei der Landung in der Normandie aufgestellten Geisterarmee der US Army. Als Post-Doktorand war er an der University of Cambridge und der Sorbonne. Danach ging er als Wissenschaftler an das mathematische Forschungszentrum der Bell Laboratories, wo er anfangs über die verschiedensten mathematischen Themen arbeitete, sich mit der Theorie von Schaltnetzwerken und deren Logik befasste und sogar an einem Sprengkopf der NIKE Rakete mitwirkte. Später wandte er sich der Kodierungstheorie, Informationstheorie und Kommunikationstheorie zu. In den 1970er Jahren unterrichtete er an der University of Hawaiʻi, kehrte aber in den 1980er Jahren an die Bell Labs zurück.
1956 führte er den Begriff binärer Gruppencode ein.
Er untersuchte mit H. J. Landau und H. O. Pollak diskrete verlängerte Rotationsellipsoide (Discrete prolate spheroidical wave functions, DPSWF) und Folgen (DPSS), die später nach ihm Slepians genannt wurden. Sie haben die Eigenschaft, orthogonal sowohl über der unbeschränkten reellen Geraden als auch in einem gegebenen endlichen Intervall zu sein. Slepian und seine Kollegen benutzten sie zur Charakterisierung der Bandbreite elektrischer Signale und sie spielen eine grundlegende Rolle in der Multitaper-Methode zur Abschätzung des Leistungsspektrums eines Signals (David J. Thomson, 1982).
Slepian’s Lemma (1962) in der Wahrscheinlichkeitstheorie wurde von ihm bewiesen und ist nach ihm benannt. Mit Jack Keil Wolf erzielte er fundamentale Resultate in der Kodierung mehrfacher Quellen (Slepian Wolf Coding, 1973).
1982 war er John von Neumann Lecturer. 1974 war er Shannon Lecturer des IEEE. 1981 erhielt er die IEEE Alexander Graham Bell Medal und 1984 die IEEE Centennial Medal. Er war IEEE Fellow sowie Fellow des Institute of Mathematical Statistics und war Mitglied der National Academy of Sciences (1977), der American Academy of Arts and Sciences (1990) und der National Academy of Engineering (1976).
Seine Frau Jan Slepian (1921–2016) ist als Kinderbuchautorin bekannt.